# كوني (كامبريدجشير)
كوني (بالإنجليزية: Coveney, Cambridgeshire)‏ هي قرية وأبرشية مدنية تقع في المملكة المتحدة في إنجلترا. يقدر عدد سكانها بـ 424 نسمة .